# 대당 사각형
대당 사각형은 대당 관계를 나타낸 사각형 모양의 도식으로 아리스토텔레스가 4개의 표준 정언명제를 이용하여 도식화하였다.

## 대당관계
대당관계(對當關係)는 형식 논리학에서, 주사(主辭,또는 주어)와 빈사(賓辭 또는 술어)를 공유하면서 질과 양을 달리하는 두 정언적 판단(명제) 간의 참과 거짓의 관계이다. 모순 대당(contradictory), 반대 대당(contrary), 소반대 대당(subcontrary), 대소 대당(subaltern)의 네 가지 경우가 있다.

## 명제의 양과 질
| 형식 | 문장구조(표준명제)                    | 양(Quantity)     | 질(Quality)                        |
| ---- | ------------------------------------- | ---------------- | ---------------------------------- |
| A    | All S is P. 모든 S는 P 이다           | 전칭(universal)  | 긍정(라틴어 Affirmatio 첫번째모음) |
| E    | No S is P. 모든 S는 P 가 아니다       | 전칭(universal)  | 부정(라틴어 nEgo 첫번째모음)       |
| I    | Some S is P. 어떤 S는 P 이다          | 특칭(particular) | 긍정(라틴어 affIrmatio 두번째모음) |
| O    | Some S is not P. 어떤 S는 P 가 아니다 | 특칭(particular) | 부정(라틴어 negO 두번째모음)       |

## 대당 사각형
| |
| 각각의 표준 정언명제 A,E,I,O는 나머지 표준 명제들과 대당관계를 갖으므로써 주명사와 빈명사를 공유한다. |

한편 모든 표준 정언명제 A,E,I,O는 주명사(주어)와 빈명사(술어)를 공유함으로써 각각의 표준 명제들은 그 양과 질에서 서로 대당관계를 갖게되고 이로써 대칭과 반대의 입장을 형성함으로써 사각형의 틀을 유지하게 된다.
따라서 A 명제가 참인 경우의 반대대당인 E는 직접추론으로 확인될수도 있으나 A 의 대소대당인 I의 모순대당으로서도 그 E를 확인할 수 있다.
또한 A 명제가 거짓인 경우는 부당 반대 대당의 오류(fallacy of illicit contrary)에 빠질수있다. 이것은 반대대당(反對對當)은 명제의 판단이나 주장의 질은 달리하고 양을 같이하는, 전칭 긍정 명제와 전칭 부정 명제와의 관계로 한쪽이 참일 때 다른 쪽은 거짓이고, 한쪽이 거짓일 때 다른 한쪽은 참과 거짓이 불분명해지므로 둘 다 같이 참이 될 수 없으나 동시에 거짓이 될 수는 있기 때문에 발생하는 불분명한 경우의 오류이다.
A, E가 전칭으로 거짓일때에는 대당관계에서 I, O는 특칭의 진리값이 미정이어야한다는 것은 대소대당의 규칙으로 이를 어기면 '부당 대소대당 오류'가 된다.

## 같이 보기
- 중명사 부주연의 오류
- 중명사
- 삼단논법